# Ludvig Holstein-Holsteinborg
 Der er flere personer med dette navn, se Ludvig Holstein (flertydig).
Ludvig Henrik Carl Herman lensgreve Holstein til grevskabet Holsteinborg (kaldet Holstein-Holsteinborg) (18. juli 1815 på Holsteinborg – 28. april 1892 i København) var en dansk godsejer og politiker, der var Danmarks 12. konseilspræsident (statsminister) fra 1870 til 1874. Hans regering sad fra 1870 til 1874.
Han var oprindeligt konservativ helstatsmand, men stemte senere for Novemberforfatningen og valgtes ind for Mellempartiet. Han spillede kun en lille politisk rolle, fordi han selv valgte at lade sig overskygge af de nationalliberale ministre i hans ministerium.
Holstein besad grevskabet Holsteinborg og var en fremragende landmand. Hans egentlige talent lå på landbrugets område, og han var præsident for Landhusholdningsselskabet 1866-1881.
Han var den ledende kraft i Den nordiske Industri- og Konstudstilling i Kjøbenhavn 1872.
Holsteins væsentligste bedrift var uden tvivl at han var hovedansvarlig for at Danmark blev holdt uden for den tysk-franske krig.

## Uddannelse
Holstein var en søn af Frederik Adolph von Holstein, lensgreve til Holsteinborg og blev født 18. juli 1815. Allerede 1836 tiltrådte han ved faderens død grevskabet Holsteinborg, samme år som han, efter en immatrikulation ved Berlins universitet, tog studentereksamen i København. Sin første tid som lensbesidder helligede han til det noget forsømte grevskabs administration. 1840 blev han hofjægermester og 1851 kammerherre.

## Indtræden i politik
I det politiske liv kom Holstein nærmest til at spille en rolle i kraft af sin fremragende sociale stilling og sin store interesse for offentlige anliggender. 1848 valgtes han til stænderdeputeret, men fik som sådan kun lejlighed til at deltage i den korte session, som prøvede Valgloven til den grundlovgivende Rigsforsamling. Han var i de første konstitutionelle år en af den konservative godsejerbevægelses førstemænd, udpræget konservativ, og var i foråret 1849 en af de 37 mænd, som stiftede den «patriotiske Forening» og i et manifest udtalte, at regeringens grundlovsudkast ved sin rigsdagsordning ville "undergrave Monarkiets Grundvold og bringe Staten i en mellem Anarki og Despoti svævende Tilstand". Senere deltog han sammen med Wolfgang Haffner og Carl Frederik Blixen-Finecke i stiftelsen af Godsejerforeningen. I det aktive politiske liv deltog han dog først fra 1856, da han i februar 1856 valgtes til medlem af Rigsrådet for den sjællandske 1. kreds. Rigsrådet var blevet til på grund af Fællesforfatningen af 2. oktober 1855. I Rigsrådet sluttede Holstein sig her nøje til den af C.A. Bluhme, C.N. David, F.F. Tillisch og E.S.E. Heltzen ledede helstatlig-konservative opposition mod det på ny frembrydende nationalliberale regimente, men tog i øvrigt ikke megen del i forhandlingerne.
Holstein blev således kastet ind i kampen mellem helstatstilhængerne og de nationalliberale. Under konflikten, som blev skudt i gang af rådets 11 slesvig-holstenske medlemmer, holdt alle de danske sammen ved afstemningen, men senere, da holstenerne var udtrådt, og end mere efter at fællesforfatningen i 1858 var indskrænket til Danmark og Slesvig alene, blev oppositionen imod den nationalliberale regering mere markeret. Han var således med til, sammen med otte andre medlemmer, at protestere mod kundgørelsen af 6. november 1858 og var en af dem, som 1859 ved at forlade forsamlingen gjorde Rigsrådet ubeslutningsdygtigt. På rigsrådssessionens sidste dag, 24. november 1859, da der skulle stemmes om det slesvigske medlem Thomsen-Oldensworths fjernelse, valgte denne fraktion at gøre rigsrådet ufuldtalligt og derved sætte det ud af stand til at fatte beslutning. De øvrige medlemmer af fraktionen gik bort, medens Holstein, fra tilskuerpladsen overværede de to afstemninger, ved hvilke rådet forgæves søgte at nå de til de nødvendige 41 stemmer, der krævedes for at kunne vedtage noget.
Senere ændrede hans holdning sig en del: 1863 stemte han i Rigsrådet for Novemberforfatningen, og da han 1866 valgtes ind i Rigsdagens Folketing som repræsentant for sin hjemkreds, at hans stilling langtfra så udpræget konservativ som tidligere. I 1863 deltog han i det såkaldte «grevetog» til Sverige. Under landmandsmødet i Helsingborg i juli 1863 indbød kong Carl XV fem danske lensgrever (Holstein-Holsteinborg, Christian Edzard Moritz Holstein-Ledreborg, Frederik Ludvig Vilhelm Ahlefeldt-Laurvig, Frederik Wilhelm Dannemand og Johan Hartvig Ernst Bernstorff-Gyldensteen; C.E. Frijs undslog sig) til et besøg på Ulriksdal Slot, og der vistes dem ved denne lejlighed stor opmærksomhed. Den skandinaviske alliance, som netop den gang blev forberedtes af Carl XV og grev Ludvig Manderström, har sikkert været en af genstandene for kongens samtale med sine gæster, og at han har anbefalet dem den danske regerings politik, som havde hans billigelse.
Holstein talte og stemte i Rigsrådet for den dansk-slesvigske fællesforfatning, som stadfæstedes 18. november 1863. Den kreds, i hvilken Holsteinborg lå (Sorø Amts 4. kreds), valgte ham i 1865 til Rigsrådets og i 1866 til Rigsdagens Folketing; han besejrede ved disse valg to kendte rigsdagsmænd fra Venstre, først maler P.E. Olsen og derpå smed Søren Jensen fra Rude, og han holdt kredsen indtil 1876, erobrede den igen 1879, tabte mandatet i 1881, men sejrede atter 1887. Da denne valgperiode udløb, tvang sygdom ham til at træde tilbage.
Da det såkaldte Mellemparti dannedes i 1866, sluttede han sig til det, selvom han ikke fuldstændig delte partiets program. Partiet blev dannet på grund af forfatningskampen og søgte at mægle mellem Folketinget og Landstinget. Holstein begyndte at tage livlig del i tingets forhandlinger om økonomiske og administrative spørgsmål.

## Regeringsleder
Ministeriet Frijs måtte efter afstemningen 19. maj 1870 gå af, da det havde et flertal imod sig, heriblandt Mellempartiet. Kongen henvendte sig til grev Holstein for at få dannet en ny regering, som derpå udnævntes 28. maj med Holstein som konseilspræsident, men uden portefølje. Det var dog ikke af Mellempartiet, at Holstein valgte sine kolleger, og hans regering blev langt mere præget af dets 3 fremragende nationalliberale medlemmer, C.C. Hall, A.F. Krieger og C.E. Fenger end af ham selv. Han havde opsøgt landstingsformand A.F. Krieger for at få bygget bro til Landstinget, og Krieger betingede sin tiltræden af Halls og Fengers optagelse i ministeriet. Som regeringschef trådte han kun sjældent frem med selvstændige udtalelser, hvilket fik redaktør Vilhelm Topsøe til sarkastisk at kalde Holstein for "Toppen paa Kransekagen". Sandt er det at Holstein ikke var 'levebrødspolitiker' og ikke havde det samme behov for at hævde sig.
I sommeren 1870 udbrød den krig mellem Det tyske Forbund og Frankrig. Folkestemningen havde siden 1864 været meget tysk-fjendtlig, og der var stærke røster fremme i offentligheden, der talte for, at lejligheden nu bød sig til at få revanche for 1864 og tabet af hertugdømmerne. Imidlertid satte regeringen sig imod. Danmarks sydgrænse gik allerede helt oppe ved Kongeåen lige syd for Kolding, og ved en tysk sejr kunne dansk deltagelse på fransk side få tragiske følger for resten af Danmark. Holstein blev støttet af bl.a. Kongen og udenrigsministeren, baron Rosenørn-Lehn, samt ikke mindst den tidligere konsejlspræsident, grev Frijs. Regeringen undlod at tage Frankrigs parti, og Holstein trak forhandlingerne med Napoleon III's udsending, hertugen af Cadore, i langdrag. Imens blev krigen afgjort med en tysk sejr og oprettelsen af det tyske kejserrige.
Det er uden tvivl greve Holsteins store fortjeneste, at han, netop da han kort efter sin regerings tiltrædelse skulle træffe en for Danmarks fortsatte eksistens afgørende beslutning, udviste klar dømmekraft og stor fasthed overfor en stærk folkestemning og et fristende aspekt. 

## Afsked og senere virke
Holstein gjorde sig ikke synderlig gældende under de heftige kampe, der nu opstod mod det nydannede Forenede Venstre. I 1873 nægtede et flertal i Folketinget for første gang at godkende Finanslovens overgang til 2. behandling, hvorfor der blev vedtaget en provisorisk finanslov. Da kampen tilspidsedes, veg ministeriet Holstein, som ikke følte sig tilstrækkelig stærkt støttet af Landstinget, sommeren 1874 pladsen, og senere spillede Holstein ingen politisk rolle af betydning. Han havde forgæves søgt at få J.B.S. Estrup med i sin regering. I sin valgkreds var han stærkt anfægtet af Venstre, og gentagne gange mistede og tilbageerobrede han kredsen under heftige valgkampe, der fra hans side førtes både med dygtighed og noblesse.
1872 var han den store nordiske industriudstillings præsident og spillede en aktiv rolle i arbejdet med udstillingen, og 1876-1881 var han overkammerherre. Ved sin afgang 14. juli udnævntes han, som i 1870 var blevet Storkors af Dannebrog og var dekoreret med talrige høje udenlandske ordener, til Ridder af Elefanten. 1862 var han blevet Dannebrogsmand og 1872 havde han fået Fortjenstmedaljen i guld.

## Vurdering
Holsteins deltagelse i rigsdagsarbejdet var aldrig synderlig fremtrædende, men til gengæld var han på grund af sine personlig elskværdige egenskaber i høj grad afholdt både af venner og modstandere. Hans elegante personlighed, utvungne optræden og lethed i omgangen med alle samfundsklasser gjorde ham populær. Han var ikke nogen stor begavelse og besad ingen glimrende egenskaber, og han var heller ikke veltalende, skønt ordene flød let nok fra hans læber, når han beskæftigede sig med praktiske spørgsmål eller optrådte ved festlige lejligheder. Men han havde en naturlig god forstand, megen sund sans, og skønt det fortrinsvis var hans navn og sociale stilling, som bragte ham frem i forreste række, må det siges, at han arbejdede sig frem neden fra; gennem sin dygtige og humane godsbestyrelse, ved sin omsorg for egnens økonomiske fremgang, sin deltagelse i det kommunale liv, både i sogneråd og amtsråd, vandt han en stor lokal indflydelse, som bar ham ind i det politiske liv.

## Godsejeren og landmanden
Lensgreve Holstein spillede en ret væsentlig rolle for sin egns og for hele Sjællands landøkonomiske udvikling. På godset var hans opmærksomhed særlig rettet på at forbedre landarbejdernes kår, og på hans initiativ blev der på godset oprettet sparekasser, husholdningsforeninger og andre filantropiske foreninger. Han var virksom for at indføre forbedringer, særlig på mejeridriftens område, på grevskabet, var en kyndig hippolog og interesserede sig i det hele for landøkonomisk fremskridt. Senere opnåede han de betydeligste tillidsposter inden for det samlede danske landbrug og var således 1866-1881 præsident i Landhusholdningsselskabet og ledede fire gange (1861, 1866, 1869 og 1878) de danske landmandsforsamlinger. I disse sammenhænge kom hans repræsentative talent og hans landbrugskyndighed til deres ret. I Sorø Amts landøkonomiske selskab var han formand fra 1867-81, ligeledes var han i en årrække formand for Sjællands hingsteskuer og for Stutterikommissionen osv. Hans optræden var altid nøje afpasset efter øjeblikket og situationen. Han kunne optræde jævnt og ligefremt og jovialt, og udjævne modsætninger, men han kunne også optræde som den fødte grand seigneur, hvis lette og flydende tale fandt netop de ord, der slog ned hos tilhørerne og fremkaldte den festlige stemning. Personligt var Holstein meget afholdt blandt danske landmænd og godsejere.

## Ægteskaber, død og efterkommere
Han ægtede 21. marts 1850 Bodild Joachimine (Mimi) Zahrtmann (5. februar 1830 – 3. april 1876), der var datter af marineminister, admiral C.C. Zahrtmann.
I dette ægteskab fødtes fem børn:
1. Ulrik Adolph Holstein-Holsteinborg (19. marts 1851 - 23, juli 1883)
2. Bodild Mimi Holstein-Holsteinborg (5. juni 1852 - 9. juli 1927)
3. Frederik Conrad Christian Christopher Holstein (3. august 1856 - 16. juli 1924)
4. Sophie Elisabeth Holstein-Holsteinborg (5. september 1859 - 1. september 1935)
5. Fritze Wilhelmine Wanda Theodora Holstein-Holsteinborg (18. oktober 1867 - 30. januar 1942)

Efter sin første hustrus død 3. april 1876, ægtede han 30. november 1878 Betzy Laura Hansen, f. Rasmussen (14. marts 1849 i Odense – 1. januar 1931 i København), fra hvem han blev separeret allerede to år senere, 9. september 1880.
Sønnen Harald Holstein blev født i dette korte ægteskab.
Disse private forhold gav anledning til, at han i sine sidste år måtte opgive sin høje hofcharge og i det hele træde stærkt i baggrunden i det offentlige liv, men af den kreds, med hvilken han i egenskab af godsejer trådte i nærmere personlig berøring, var han afholdt og skattet lige til det sidste, og da han efter længere tids hjælpeløs sygdom døde 28. april 1892, ledsagedes hans jordefærd af alle tegn på hengivenhed og erkendtlighed uden nogen politisk forskel.
Som ældste efterlevende søn arvede Frederik Conrad Christian Christopher Holstein godset.
Holstein-Holsteinborg er begravet på Holsteinborg.

## Portrætter
Holstein-Holsteinborg er portrætteret på malerier af August Schiøtt 1849 på Holsteinborg og af P.S. Krøyer 1875, kopi efter sidstnævnte ved H.C. Vantore på Christiansborg. Træsnit 1861 efter tegning af H. Olrik, genskåret 1872 af J. Bothe, 1870, 1871 og 1879. Litografier 1870 fra Bording og 1873 af I.W. Tegner efter fotografi 1872.